# Souakria
 (février 2024).
Si vous disposez d'ouvrages ou d'articles de référence ou si vous connaissez des sites web de qualité traitant du thème abordé ici, merci de compléter l'article en donnant les références utiles à sa vérifiabilité et en les liant à la section « Notes et références ».
Souakria est un village qui fait partie de la commune de Meftah et qui se situe dans la banlieue nord-est de la wilaya de Blida.

## Histoire
Souakria est un village de la plaine de la Mitidja dans la Wilaya de Blida en Algérie,. Ce village administratif qui est créé en 1984 constituant cette commune à partir de cette localité, même si elle fait administrativement partie de cette Wilaya, elle est plus proche des chefs lieux des wilayas d'Alger qui est à 26 km au nord-ouest, et de Boumerdes situé à 35 km au nord-est[réf. nécessaire]. Au recensement de 2008, la population de Souakria est évaluée à 6243 habitants.
Souakria est entourée par le fleuve Oued El-Harrach,,.

### Climat
Souakria possède un climat méditerranéen caractérisé par un été très sec et doux, et un hiver pluvieux et frais[réf. souhaitée].
Les précipitations se caractérisent souvent en averses accompagnées parfois de grêle (Surtout en hiver), et parfois il y a des chutes de neige bien que rares en raison de la basse altitude caractérisant la commune (Moins de 500 mètres)[Interprétation personnelle ?][réf. nécessaire].

## Économie
Située au cœur de la Mitidja, c'est une localité (village administratif)  avant tout agricole de la commune de Meftah avec son propre recensement de la population et son propre code postal (09012).

## Personnalités
- Yahia Boushaki (1935-1960), révolutionnaire algérien du FLN tué à Souakria et enterré au cimetière de ce village.